# Enrico Chiesa
Enrico Chiesa (* 29. prosince 1970 Janov) je bývalý italský fotbalový útočník. Je považován mezi nejlepší italské útočníky své generace. Během svého působení v nejvyšší lize, nastřílel 138 branek. Byl nominován v anketě o Zlatý míč v letech 1996 a 1997.

## Klubová kariéra
Vyrůstal v mládežnické akademii v Sampdorii. Od roku 1990 hrával po hostování a hrál na postu záložníka. Až od roku 1993 když hrál v Modeně, nastřílel v sezoně 14 branek coby útočník. V sezoně 1994/95 v dresu Cremonese nastřílel 14 branek a byl desátým nejlepší střelcem. V následující sezoně již hrál za mateřský klub a po boku Manciniho nastřílel 22 branek, to mu stačilo na 3. místo v tabulce střelců.
Poté přestoupil za 25 miliard lir do Parmy, kde vytvořil skvělý střelecký pár s Crespem. V Parmě působil tři roky a získal zde italský pohár (1998/99) a Pohár UEFA (1998/99). V roce 1999 po celkem 120 odehraných utkání a 55 vstřelených brankách, odešel neochotně za 30 miliard lir do Fiorentiny.
Za fialky hrál také tři roky a za tuhle dobu vyhrál italský pohár (2000/01). V sezoně 2000/01 obsadil opět 3. místo v tabulce střelců za 22 branek. V následující sezoně utrpěl vážné zranění kolena a sezona pro něj skončila již v říjnu 2001. Poté fialky kvůli dluhům skončila v nejvyšší lize a Enrico odešel zadarmo do Lazia.
V Laziu vydržel jeden rok a od roku 2003 byl hráčem Sieny. Tady našel opět střelecký instinkt a v prvních třech sezonách nastřílel celkem 32 branek v nejvyšší lize. V letech 2006 až 2008 již nehrál tak často a po sezoně 2007/08 ukončil kariéru v nejvyšší lize. Poslední dva roky strávil v nižší ligách, kde hrál za Figline, kde v roce 2010 ukončil fotbalovou kariéru.

## Přestupy
- z Sampdoria do Parma za 7 500 000 Euro
- z Parma do Fiorentina za 10 700 000 Euro
- z Fiorentina do Lazio zadarmo
- z Lazio do Siena zadarmo

## Hráčská statistika
| Sezóna  | Klub        | Liga       | Liga   | Liga | Ligové poháry | Ligové poháry | Ligové poháry | Kontinentální poháry | Kontinentální poháry | Kontinentální poháry | Celkem | Celkem |
| Sezóna  | Klub        | Soutěž     | Zápasy | Góly | Soutěž        | Zápasy        | Góly          | Soutěž               | Zápasy               | Góly                 | Zápasy | Góly   |
| ------- | ----------- | ---------- | ------ | ---- | ------------- | ------------- | ------------- | -------------------- | -------------------- | -------------------- | ------ | ------ |
| 1986/87 | Pontedecimo | Promozione | 2      | 0    | -             | 0             | 0             | -                    | 0                    | 0                    | 2      | 0      |
| 1987/88 | Sampdoria   | Serie A    | 0      | 0    | IP            | 0             | 0             | -                    | 0                    | 0                    | 0      | 0      |
| 1988/89 | Sampdoria   | Serie A    | 1      | 0    | IP            | 0             | 0             | -                    | 0                    | 0                    | 1      | 0      |
| 1989/90 | Sampdoria   | Serie A    | 0      | 0    | IP            | 0             | 0             | PVP                  | 0                    | 0                    | 0      | 0      |
| 1990/91 | Teramo      | Serie C2   | 31     | 5    | -             | 0             | 0             | -                    | 0                    | 0                    | 31     | 5      |
| 1991/92 | Chieti      | Serie C1   | 24     | 6    | -             | 0             | 0             | -                    | 0                    | 0                    | 24     | 6      |
| 1992/93 | Sampdoria   | Serie A    | 26     | 1    | IP            | 0             | 0             | -                    | 0                    | 0                    | 26     | 1      |
| 1993/94 | Modena      | Serie B    | 36     | 14   | IP            | 1             | 0             | -                    | 0                    | 0                    | 37     | 14     |
| 1994/95 | Cremonese   | Serie A    | 34     | 14   | IP            | 4             | 0             | -                    | 0                    | 0                    | 38     | 14     |
| 1995/96 | Sampdoria   | Serie A    | 27     | 22   | IP            | 0             | 0             | -                    | 0                    | 0                    | 27     | 22     |
| 1996/97 | Parma       | Serie A    | 29     | 14   | IP            | 0             | 0             | UEFA                 | 2                    | 2                    | 31     | 16     |
| 1997/98 | Parma       | Serie A    | 33     | 10   | IP            | 5             | 5             | LM                   | 8                    | 6                    | 46     | 21     |
| 1998/99 | Parma       | Serie A    | 30     | 9    | IP            | 5             | 1             | UEFA                 | 8                    | 8                    | 43     | 18     |
| 1999/00 | Fiorentina  | Serie A    | 24     | 7    | IP            | 4             | 1             | LM                   | 11                   | 4                    | 39     | 12     |
| 2000/01 | Fiorentina  | Serie A    | 30     | 22   | IP            | 6             | 5             | UEFA                 | 4                    | 0                    | 40     | 27     |
| 2001/02 | Fiorentina  | Serie A    | 5      | 5    | IP+IS         | 0+1           | 0             | UEFA                 | 2                    | 1                    | 8      | 6      |
| 2002/03 | Lazio       | Serie A    | 12     | 2    | IP            | 6             | 1             | UEFA                 | 11                   | 4                    | 29     | 7      |
| 2003/04 | Siena       | Serie A    | 30     | 10   | IP            | 1             | 0             | -                    | 0                    | 0                    | 31     | 10     |
| 2004/05 | Siena       | Serie A    | 36     | 11   | IP            | 0             | 0             | -                    | 0                    | 0                    | 36     | 11     |
| 2005/06 | Siena       | Serie A    | 38     | 11   | IP            | 2             | 1             | -                    | 0                    | 0                    | 40     | 12     |
| 2006/07 | Siena       | Serie A    | 23     | 0    | IP            | 2             | 1             | -                    | 0                    | 0                    | 25     | 1      |
| 2007/08 | Siena       | Serie A    | 2      | 0    | IP            | 0             | 0             | -                    | 0                    | 0                    | 2      | 0      |
| 2008/09 | Figline     | Lega Pro 2 | 21     | 5    | -             | 0             | 0             | -                    | 0                    | 0                    | 21     | 5      |
| 2009/10 | Figline     | Lega Pro 1 | 11     | 2    | IP            | 2             | 0             | -                    | 0                    | 0                    | 13     | 2      |
| Celkem  | Celkem      | Celkem     | 503    | 170  | -             | 39            | 15            | -                    | 46                   | 25                   | 588    | 210    |

## Reprezentační kariéra
Za Itálii odehrál 17 utkání a vstřelil 7 branek. První utkání odehrál 29. května 1996 proti Belgii (2:2), kde také vstřelil první reprezentační branku. Trenér Arrigo Sacchi jej nominoval na ME 1996, kde odehrál dva zápasy. Také Cesare Maldini jej nominoval na MS 1998, kde odehrál pár minut ve dvou utkání. Poslední utkání odehrál 25. dubna 2001 proti Jižní Africe (1:0).

### Statistika na velkých turnajích
| Reprezentace | Rok     | Zápasy             | Zápasy | Zápasy  | Zápasy           | Zápasy           | Zápasy   |
| Reprezentace | Rok     | Fáze turnaje       | Datum  | Soupeř  | Odehraných minut | Vstřelené branky | Výsledek |
| ------------ | ------- | ------------------ | ------ | ------- | ---------------- | ---------------- | -------- |
| Itálie       | ME 1996 | 2 zápas ve skupině | 14. 6. | Česko   | 78               | 1                | 1:2      |
| Itálie       | ME 1996 | 3 zápas ve skupině | 19. 6. | Německo | 23               | 0                | 0:0      |
| Itálie       | MS 1998 | 1 zápas ve skupině | 11. 6. | Chile   | 29               | 0                | 2:2      |
| Itálie       | MS 1998 | Osmifinále         | 27. 6. | Norsko  | 12               | 0                | 1:0      |

## Úspěchy

### Klubové
- 2× vítěz italského poháru (1998/99, 2000/01)
- 1× vítěz Poháru UEFA (1998/99)

### Reprezentační
- 1× na MS (1998)
- 1× na ME (1996)

### Individuální
- 1x nejlepší střelec poháru UEFA (1998/99)
- vítěz Guerin d'oro (1995/96)